# Linha do Norte (estações e apeadeiros)
Esta é uma lista das Estações e apeadeiros da Linha do Norte.
- Porto-Campanhã
⇆ UP B G AV M
⇆ Douro e Minho: R IR AP IC Cel
⇆
- General Torres
⇆
- Vila Nova de Gaia
- Coimbrões
- Madalena
- Valadares
- Francelos
- Miramar
- Aguda
- Granja
- Espinho
⇆ R Vouga
- Silvalde
- Paramos
- Esmoriz
- Cortegaça
- Carvalheira/Maceda
- Ovar
- Valega
- Avanca
- Estarreja
- Salreu
- Canelas
- Cacia
- Aveiro
⇆ R Vouga
- Quintans
⋄ R Coimbra-Aveiro
- Oiã
⋄ R Coimbra-Aveiro
- Oliveira do Bairro
⋄ R Coimbra-Aveiro
- Paraimo - Sangalhos
⋄ R Coimbra-Aveiro
- Mogofores
⋄ R Coimbra-Aveiro
- Curia
⋄ R Coimbra-Aveiro
- Aguim
⋄ R Coimbra-Aveiro
- Mealhada
- Pampilhosa
⇆ R R R Beira Alta
- Souselas
⋄ R Coimbra-Aveiro
- Vilela - Fornos
⋄ R Coimbra-Aveiro
- Adémia
⋄ R Coimbra-Aveiro
- Coimbra-B
⇆ R. Lousã
- Bencanta
- Espadaneira
- Casais
⋄ UC
- Taveiro
- Pereira
- Vila Pouca do Campo
⋄ UC
- Amial
⋄ UC
- Formoselha
- Alfarelos
⇆ R. Alfarelos
- Vila Nova de Anços
⋄ R Entroncamento-Coimbra
- Soure
⋄ R Entroncamento-Coimbra
- Simões
⋄ R Entroncamento-Coimbra
- Pelariga
⋄ R Entroncamento-Coimbra
- Pombal
- Vermoil
⋄ R Entroncamento-Coimbra
- Litém
⋄ R Entroncamento-Coimbra
- Albergaria dos Doze
⋄ R Entroncamento-Coimbra
- Caxarias
- Seiça / Ourém
⋄ R Entroncamento-Coimbra
- Fátima / Chão de Maçãs
- Fungalvaz
⋄ R Entroncamento-Coimbra
- Paialvo
⋄ R Entroncamento-Coimbra
- Lamarosa
⇆ Beira Baixa
⋄ R Lisboa-Tomar
⋄ R Entroncamento-Coimbra
- Entroncamento
⇆ Beira Baixa
- Riachos / Torres Novas / Golegã
⋄ R Lisboa-Tomar
- Mato de Miranda
⋄ R Lisboa-Tomar
- Vale de Figueira
⋄ R Lisboa-Tomar
- Santarém
- Vale de Santarém
⋄ R Lisboa-Tomar
- Santana / Cartaxo
⋄ R Lisboa-Tomar
- Setil
⇆ Vendas Novas
⋄ R Lisboa-Tomar
- Reguengo - Vale Pedra - Pontével
⋄ R Lisboa-Tomar
- Virtudes
⋄ R Lisboa-Tomar
- Azambuja
⋄ AZ Azambuja-S.Apolónia
⋄ R Lisboa-Tomar
- Espadanal da Azambuja
⋄ AZ Azambuja-S.Apolónia
- Vila Nova da Rainha
⋄ AZ Azambuja-S.Apolónia
- Carregado
⋄ AZ Azambuja-S.Apolónia
- Castanheira do Ribatejo
⋄ AZ Azambuja-S.Apolónia
⋄ AZ C.Ribatejo-Alcântara-T.
- Vila Franca de Xira
- Quinta das Torres
⋄ AZ Azambuja-S.Apolónia
⋄ AZ C.Ribatejo-Alcântara-T.
- Alhandra
⋄ AZ Azambuja-S.Apolónia
⋄ AZ C.Ribatejo-Alcântara-T.
- Alverca
- Póvoa de Santa Iria
- Bobadela
⋄ AZ S
- Sacavém
⋄ AZ S
- Moscavide
⋄ AZ S
- Lisboa-Oriente
⇆ Cintura
⇆  Oriente
- Lisboa - Braço de Prata
- Lisboa - Santa Apolónia
⇆  Santa Apolónia

Legenda:
- (⋄) estação com serviço limitado
- (⇆) estação de correspondência transbordo